# Vana-Koiola
Vana-Koiola är en ort i Estland. Den ligger i Laheda kommun och landskapet Põlvamaa, i den sydöstra delen av landet, 210 km sydost om huvudstaden Tallinn. Vana-Koiola ligger 92 meter över havet och antalet invånare är 105.
Terrängen runt Vana-Koiola är platt, och sluttar österut. Runt Vana-Koiola är det glesbefolkat, med 13 invånare per kvadratkilometer. Närmaste större samhälle är Võru, 14,2 km söder om Vana-Koiola. Trakten runt Vana-Koiola består till största delen av jordbruksmark.